# Johan Cruijff Schaal
De Johan Cruijff Schaal is de prijs die de winnaar van de jaarlijkse voetbalwedstrijd tussen de Nederlandse bekerwinnaar en de Nederlandse landskampioen bij de mannen krijgt. Tot 1996 stond deze titel bekend als de Nederlandse Supercup en PTT Telecom Cup. De prijs is genoemd naar de Nederlandse voetballer Johan Cruijff.
De wedstrijd om de Johan Cruijff Schaal wordt georganiseerd door de Koninklijke Nederlandse Voetbalbond (KNVB) en vond tot 2016 plaats in de Amsterdam ArenA en vanaf 2017 in het stadion van de landskampioen, een week voorafgaand aan de start van het nieuwe Nederlandse voetbalseizoen. Hiermee vormt deze wedstrijd de seizoensopening.

## Geschiedenis
Op 25 juni 1949 vond voor het eerst een wedstrijd tussen de Nederlandse landskampioen en bekerwinnaar plaats. Ter gelegenheid van het veertigjarig bestaan van de afdeling Nijmegen van de KNVB ontmoetten landskampioen SVV en bekerwinnaar Quick (Nijmegen) elkaar in het Goffertstadion in Nijmegen. SVV won met 2-0, door doelpunten van Jan Schrumpf en Henk Könemann. Hoewel dit voorlopig bij een eenmalige gebeurtenis bleef, wordt deze wedstrijd achteraf beschouwd als eerste Nederlandse supercup.
In 1989 zou voor het 100-jarig jubileum van de KNVB wederom een supercupwedstrijd georganiseerd worden. Deze stond gepland op 8 augustus en zou gespeeld worden tussen landskampioen en bekerwinnaar PSV en de nummer twee Ajax. Nadat eerst de burgemeester van Eindhoven en vervolgens de burgemeester van Amsterdam vanwege veiligheidsredenen geen toestemming gaven, gelastte de KNVB de wedstrijd af.
Pas in 1991 werd voor de tweede keer een supercupwedstrijd gespeeld in Nederland. In 1990 had de KNVB met PTT een sponsorcontract gesloten voor deze wedstrijd en kreeg de trofee de naam PTT Telecom Cup. Bekerwinnaar Feyenoord won de wedstrijd van landskampioen PSV, door een doelpunt van Marian Damaschin.
Na drie edities stopte de PTT met de sponsoring en kreeg het evenement de naam Super Cup. In de jaren 1991, 1992, 1993 en 1995 vond de wedstrijd plaats in Stadion Feijenoord; in 1994 in het Olympisch Stadion. In 1996 werd de opzet van de wedstrijd veranderd naar een nieuwe vorm. De prijs werd omgedoopt in de Johan Cruijff Schaal en de Amsterdam ArenA werd tot 2016 de vaste locatie. Vanaf 2017 is het stadion van de landskampioen de locatie. Een deel van de opbrengst van het duel gaat sinds 1996 naar de Johan Cruyff Foundation.
Normaal gesproken wordt de wedstrijd gespeeld tussen de landskampioen en de bekerwinnaar. Indien de landskampioen tevens de bekerwinnaar is en daarmee de dubbel heeft gewonnen, dan wordt de nummer twee van de competitie uitgenodigd. Dit gebeurde in 1998, 2002, 2019 en 2021 (PSV tweede), in 2005 (Ajax tweede).
Sinds de editie van 2014 vindt er bij een gelijkspel aan het einde van de reguliere speeltijd geen reguliere verlenging meer plaats, maar gaat men meteen over tot het nemen van strafschoppen om de wedstrijd te beslissen. De KNVB heeft hiertoe besloten om te voorkomen dat de spelers te vroeg in de competitie vermoeid raken.
De laatste winnaar van de schaal is PSV. De landskampioen van het seizoen 2024/25 versloeg op 3 augustus 2025 bekerwinnaar Go Ahead Eagles.
In 2020 werd deze wedstrijd niet gespeeld vanwege de coronapandemie die dat jaar uitbrak, waardoor zowel de Eredivisie als de KNVB Beker voortijdig moesten worden gestaakt. Hierdoor waren er dat seizoen geen landskampioen en bekerwinnaar, waardoor het niet mogelijk was om te spelen om de Johan Cruijff Schaal.

## De trofee
De trofee is meerdere keren van ontwerp veranderd. In de eerste drie edities, toen de trofee de PTT Telecom Cup werd genoemd, was er sprake van een grote goudkleurige bokaal. Deze trofee was overigens identiek aan de trofee die werd uitgereikt bij het Amsterdam 700-toernooi van 1991. In de twee jaren daarna, toen de naam simpelweg Supercup was, was er een kleinere zilverkleurige beker.
Vanaf 1996 werden zowel de naam als de prijs aangepast naar een tinnen schaal van ongeveer zestig centimeter in doorsnee. Deze schaal kwam, behalve de tekst, exact overeen met de schalen voor de kampioenen van de Eredivisie en de Eerste divisie. In de schaal was een tekst gegraveerd met de editie in Romeinse cijfers, het logo van de KNVB en de wedstrijddatum. Op de onderrand stonden de namen van de twee deelnemende teams.
Sinds 2017 heeft de trofee een nieuw ontwerp. In de tinnen schaal is de beeltenis van de naamgever verwerkt. Daarnaast heeft de Johan Cruijff Schaal nu veertien hoeken, een verwijzing naar 'zijn' rugnummer. Ook heeft het toernooi sinds 2017 een nieuw logo gekregen van de KNVB, waarin eveneens de beeltenis van Johan Cruijff is verwerkt. De schaal is ontworpen en gemaakt door De Tingieterij in Alphen aan de Maas.

## Schorsingen
In 2008 is besloten dat gele kaarten niet meer meetellen voor de volgende edities van de Johan Cruijff Schaal. Dubbele gele kaarten leveren echter een schorsing op voor de eerstvolgende wedstrijd om de Johan Cruijff Schaal, met een verjaringstermijn van drie jaar. Een direct gegeven rode kaart kan een schorsing opleveren voor de andere door de KNVB georganiseerde competities.

## Statistieken

### Wedstrijden
| Editie                           | Datum                                     | Landskampioen                             | Bekerwinnaar                              | Uitslag                                   | Locatie                                   |
| -------------------------------- | ----------------------------------------- | ----------------------------------------- | ----------------------------------------- | ----------------------------------------- | ----------------------------------------- |
| Supercup 1949                    | 25 juni 1949                              | SVV                                       | Quick (Nijmegen)                          | 2 – 0 (0 – 0)                             | Goffertstadion, Nijmegen                  |
| Supercup 1989                    | 8 augustus 1989                           | PSV                                       | Ajax                                      | Afgelast.                                 | Afgelast.                                 |
| PTT Telecom Cup 1991             | 14 augustus 1991                          | PSV                                       | Feyenoord                                 | 0 – 1 (0 – 1)                             | Stadion Feijenoord, Rotterdam             |
| PTT Telecom Cup 1992             | 12 augustus 1992                          | PSV                                       | Feyenoord                                 | 1 – 0 (1 – 0)                             | Stadion Feijenoord, Rotterdam             |
| PTT Telecom Cup 1993             | 8 augustus 1993                           | Feyenoord                                 | Ajax                                      | 0 – 4 (0 – 1)                             | Stadion Feijenoord, Rotterdam             |
| Super Cup 1994                   | 21 augustus 1994                          | Ajax                                      | Feyenoord                                 | 3 – 0 (3 – 0)                             | Olympisch Stadion, Amsterdam              |
| Super Cup 1995                   | 16 augustus 1995                          | Ajax                                      | Feyenoord                                 | 2 – 1 (0 – 0, 1 – 1) n.v.                 | Stadion Feijenoord, Rotterdam             |
| Johan Cruijff Schaal I-1996      | 18 augustus 1996                          | Ajax                                      | PSV                                       | 0 – 3 (0 – 0)                             | Amsterdam ArenA, Amsterdam                |
| Johan Cruijff Schaal II-1997     | 17 augustus 1997                          | PSV                                       | Roda JC                                   | 3 – 1 (1 – 0)                             | Amsterdam ArenA, Amsterdam                |
| Johan Cruijff Schaal III-1998    | 16 augustus 1998                          | Ajax                                      | PSV                                       | 0 – 2 (0 – 1)                             | Amsterdam ArenA, Amsterdam                |
| Johan Cruijff Schaal IV-1999     | 8 augustus 1999                           | Feyenoord                                 | Ajax                                      | 3 – 2 (2 – 1)                             | Amsterdam ArenA, Amsterdam                |
| Johan Cruijff Schaal V-2000      | 13 augustus 2000                          | PSV                                       | Roda JC                                   | 2 – 0 (2 – 0)                             | Amsterdam ArenA, Amsterdam                |
| Johan Cruijff Schaal VI-2001     | 12 augustus 2001                          | PSV                                       | FC Twente                                 | 3 – 2 (2 – 1)                             | Amsterdam ArenA, Amsterdam                |
| Johan Cruijff Schaal VII-2002    | 11 augustus 2002                          | Ajax                                      | PSV                                       | 3 – 1 (1 – 1)                             | Amsterdam ArenA, Amsterdam                |
| Johan Cruijff Schaal VIII-2003   | 10 augustus 2003                          | PSV                                       | FC Utrecht                                | 3 – 1 (1 – 1)                             | Amsterdam ArenA, Amsterdam                |
| Johan Cruijff Schaal IX-2004     | 8 augustus 2004                           | Ajax                                      | FC Utrecht                                | 2 – 4 (0 – 0)                             | Amsterdam ArenA, Amsterdam                |
| Johan Cruijff Schaal X-2005      | 5 augustus 2005                           | PSV                                       | Ajax                                      | 1 – 2 (0 – 0)                             | Amsterdam ArenA, Amsterdam                |
| Johan Cruijff Schaal XI-2006     | 13 augustus 2006                          | PSV                                       | Ajax                                      | 1 – 3 (0 – 1)                             | Amsterdam ArenA, Amsterdam                |
| Johan Cruijff Schaal XII-2007    | 11 augustus 2007                          | PSV                                       | Ajax                                      | 0 – 1 (0 – 1)                             | Amsterdam ArenA, Amsterdam                |
| Johan Cruijff Schaal XIII-2008   | 23 augustus 2008                          | PSV                                       | Feyenoord                                 | 2 – 0 (0 – 0)                             | Amsterdam ArenA, Amsterdam                |
| Johan Cruijff Schaal XIV-2009    | 25 juli 2009                              | AZ                                        | sc Heerenveen                             | 5 – 1 (3 – 0)                             | Amsterdam ArenA, Amsterdam                |
| Johan Cruijff Schaal XV-2010     | 31 juli 2010                              | FC Twente                                 | Ajax                                      | 1 – 0 (1 – 0)                             | Amsterdam ArenA, Amsterdam                |
| Johan Cruijff Schaal XVI-2011    | 30 juli 2011                              | Ajax                                      | FC Twente                                 | 1 – 2 (0 – 1)                             | Amsterdam ArenA, Amsterdam                |
| Johan Cruijff Schaal XVII-2012   | 5 augustus 2012                           | Ajax                                      | PSV                                       | 2 – 4 (1 – 2)                             | Amsterdam ArenA, Amsterdam                |
| Johan Cruijff Schaal XVIII-2013  | 27 juli 2013                              | Ajax                                      | AZ                                        | 3 – 2 (0 – 0, 2 – 2) n.v.                 | Amsterdam ArenA, Amsterdam                |
| Johan Cruijff Schaal XIX-2014    | 3 augustus 2014                           | Ajax                                      | PEC Zwolle                                | 0 – 1 (0 – 0)                             | Amsterdam ArenA, Amsterdam                |
| Johan Cruijff Schaal XX-2015     | 2 augustus 2015                           | PSV                                       | FC Groningen                              | 3 – 0 (1 – 0)                             | Amsterdam ArenA, Amsterdam                |
| Johan Cruijff Schaal XXI-2016    | 31 juli 2016                              | PSV                                       | Feyenoord                                 | 1 – 0 (1 – 0)                             | Amsterdam ArenA, Amsterdam                |
| Johan Cruijff Schaal XXII-2017   | 5 augustus 2017                           | Feyenoord                                 | Vitesse                                   | 1 – 1 (1 – 0, 1 – 1), 4 – 2 n.s.          | Stadion Feijenoord, Rotterdam             |
| Johan Cruijff Schaal XXIII-2018  | 4 augustus 2018                           | PSV                                       | Feyenoord                                 | 0 – 0 (0 – 0), 5 – 6 n.s.                 | Philips Stadion, Eindhoven                |
| Johan Cruijff Schaal XXIV-2019   | 27 juli 2019                              | Ajax                                      | PSV                                       | 2 – 0 (1 – 0)                             | Johan Cruijff ArenA, Amsterdam            |
| Johan Cruijff Schaal -2020       | Geen wedstrijd vanwege de coronapandemie. | Geen wedstrijd vanwege de coronapandemie. | Geen wedstrijd vanwege de coronapandemie. | Geen wedstrijd vanwege de coronapandemie. | Geen wedstrijd vanwege de coronapandemie. |
| Johan Cruijff Schaal XXV-2021    | 7 augustus 2021                           | Ajax                                      | PSV                                       | 0 – 4 (0 – 2)                             | Johan Cruijff ArenA, Amsterdam            |
| Johan Cruijff Schaal XXVI-2022   | 30 juli 2022                              | Ajax                                      | PSV                                       | 3 – 5 (1 – 2)                             | Johan Cruijff ArenA, Amsterdam            |
| Johan Cruijff Schaal XXVII-2023  | 4 augustus 2023                           | Feyenoord                                 | PSV                                       | 0 – 1 (0 – 0)                             | Stadion Feijenoord, Rotterdam             |
| Johan Cruijff Schaal XXVIII-2024 | 4 augustus 2024                           | PSV                                       | Feyenoord                                 | 4 – 4 (1 – 2), 2 – 4 n.s.                 | Philips Stadion, Eindhoven                |
| Johan Cruijff Schaal XXIX-2025   | 3 augustus 2025                           | PSV                                       | Go Ahead Eagles                           | 2 – 1 (0 – 1)                             | Philips Stadion, Eindhoven                |

### Winnaars
Negentien keer won het team dat zich als landskampioen had gekwalificeerd voor de supercupwedstrijd. Dertien keer won de bekerwinnaar en drie keer de nummer twee uit de voorgaande Eredivisiecompetitie. Ajax (zowel 1993-1995 als 2005-2007) en PSV (1996-1998 en 2021-2023) wonnen de trofee drie keer op rij.
| Club             | Titels | Verliezend finalist | Totaal finales | Overwinningen                                                                            | Verloren                                                   |
| ---------------- | ------ | ------------------- | -------------- | ---------------------------------------------------------------------------------------- | ---------------------------------------------------------- |
| PSV              | 15     | 8                   | 23             | 1992, 1996, 1997, 1998, 2000, 2001, 2003, 2008, 2012, 2015, 2016, 2021, 2022, 2023, 2025 | 1991, 2002, 2005, 2006, 2007, 2018, 2019, 2024             |
| Ajax             | 9      | 10                  | 19             | 1993, 1994, 1995, 2002, 2005, 2006, 2007, 2013, 2019                                     | 1996, 1998, 1999, 2004, 2010, 2011, 2012, 2014, 2021, 2022 |
| Feyenoord        | 5      | 7                   | 12             | 1991, 1999, 2017, 2018, 2024                                                             | 1992, 1993, 1994, 1995, 2008, 2016, 2023                   |
| FC Twente        | 2      | 1                   | 3              | 2010, 2011                                                                               | 2001                                                       |
| FC Utrecht       | 1      | 1                   | 2              | 2004                                                                                     | 2003                                                       |
| AZ               | 1      | 1                   | 2              | 2009                                                                                     | 2013                                                       |
| PEC Zwolle       | 1      | 0                   | 1              | 2014                                                                                     | —                                                          |
| SVV              | 1      | 0                   | 1              | 1949                                                                                     | —                                                          |
| Roda JC          | 0      | 2                   | 2              | —                                                                                        | 1997, 2000                                                 |
| sc Heerenveen    | 0      | 1                   | 1              | —                                                                                        | 2009                                                       |
| Quick (Nijmegen) | 0      | 1                   | 1              | —                                                                                        | 1949                                                       |
| FC Groningen     | 0      | 1                   | 1              | —                                                                                        | 2015                                                       |
| Vitesse          | 0      | 1                   | 1              | —                                                                                        | 2017                                                       |
| Go Ahead Eagles  | 0      | 1                   | 1              | —                                                                                        | 2025                                                       |

## Trivia
- Luuk de Jong is met vijf doelpunten in de edities 2010, 2015 en 2024 topscorer in de Johan Cruijff Schaal. Guus Til (2022, 2024) scoorde vier doelpunten. Til is tevens de enige speler die in één wedstrijd drie doelpunten maakte. De Jong en Mateja Kežman (2001, 2002, 2003) scoorden beiden in drie verschillende edities.
- Het snelste doelpunt werd gemaakt in 2019, toen Kasper Dolberg namens Ajax al in de eerste minuut scoorde. Hij verbrak hiermee het oude record van Ola Toivonen uit 2012, die drie minuten nodig had.
- Ronald Waterreus en Luuk de Jong zijn de spelers die de meeste edities hebben gewonnen. Tussen 1996 en 2003 won Waterreus zesmaal de Johan Cruijff Schaal met PSV, waarvan vijfmaal als basisspeler. Luuk de Jong won hem tweemaal met FC Twente en vier keer met PSV.
- Twee keer werd de wedstrijd beslist na verlenging, in 1995 en in 2013. In 1995 gebeurde dat via de sudden death. De wedstrijd werd in 2017 voor het eerst beslist via een strafschoppenreeks, wat ook het geval was in 2018 en 2024. Feyenoord wist in al deze edities de overwinning te behalen.
- Hoewel de wedstrijd officieel altijd op neutraal terrein zou worden gespeeld, vond deze in 26 van de 34 edities plaats in het stadion van een van de deelnemende ploegen. Zo werden vanaf 1991 drie edities achtereenvolgens in De Kuip gehouden, waardoor Feyenoord altijd het thuisvoordeel had wanneer het aan de wedstrijd deelnam. Van 1996 tot en met de editie van 2016 gold hetzelfde voor Ajax, aangezien de wedstrijd toen altijd in de Amsterdam ArenA werd gespeeld. Ook in de huidige opzet is er altijd een 'thuisvoordeel' voor een van de twee teams, omdat de wedstrijd wordt gespeeld in het stadion van de kampioen. Ondanks dit ogenschijnlijke voordeel heeft de 'uitspelende' ploeg in 17 van de 26 edities de overwinning behaald.

1949 · 1989 · 1991 · 1992 · 1993 · 1994 · 1995 · 1996 · 1997 · 1998 · 1999 · 2000 · 2001 · 2002 · 2003 · 2004 · 2005 · 2006 · 2007 · 2008 · 2009 · 2010 · 2011 · 2012 · 2013 · 2014 · 2015 · 2016 · 2017 · 2018 · 2019 · 2020 · 2021 · 2022 · 2023 · 2024 · 2025